# De Havilland Canada DHC-4 Caribou
De Havilland Canada DHC-4 Caribou — поршневой военно-транспортный самолёт, разработанный и производившийся канадской фирмой De Havilland Canada. 

## Конструкция
Двухмоторный цельнометаллический высокоплан .
Шасси — убираемое, трехопорное, с носовой опорой.
Два двигателя Pratt & Whitney R-2000-7M2 — поршневые, 14-цилиндровые, мощностью по 1450 л. с.
Самолёт оборудован кормовой дверью с рампой, двумя боковыми дверьми для десантирования и одной дверью для экипажа.
Самолёт отличался короткими дистанциями взлёта и посадки. При массе 12 939 кг разбег при взлёте составляет 221 м, пробег при посадке — 204 м.

## Модификации
- DHC-4 Caribou (базовая)
- DHC-5 Buffalo
- DHC-7[источник не указан 1900 дней]

## Боевое применение
Использовался во время войны во Вьетнаме. По крайней мере один CV-2A был уничтожен миномётным огнём северовьетнамцев.

## Пользователи

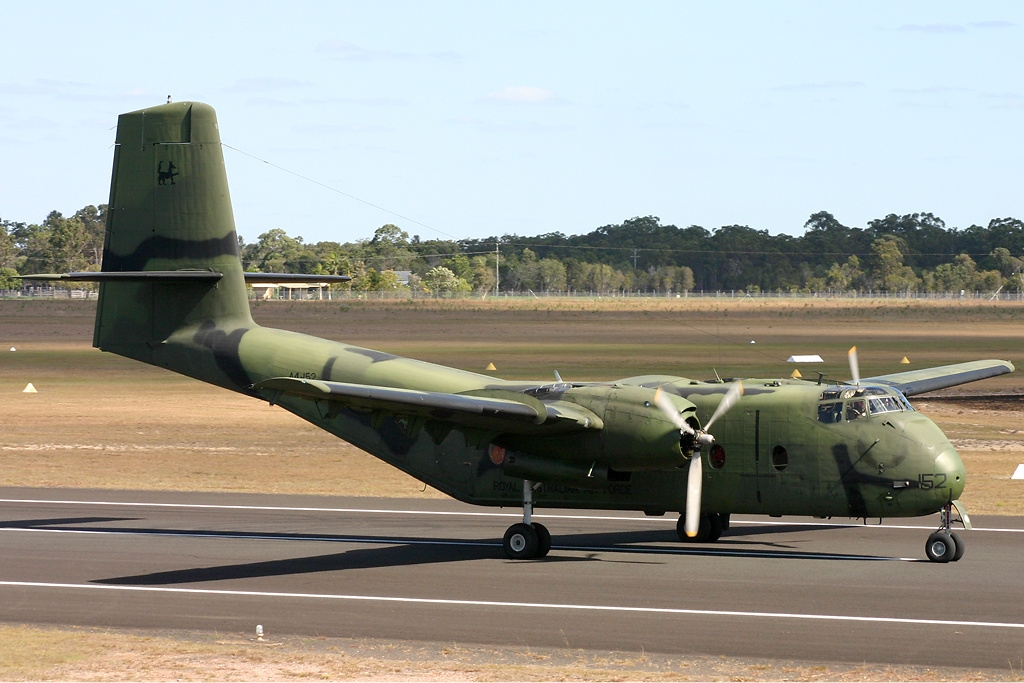
RAAF C-7 Caribou

- Австралия — 31 ед. Списаны в 2009 году. Планируется заменить их на 10 транспортников Alenia C-27J Spartan; причинами списания DHC-4 стали их возраст и неспособность действовать в условиях повышенной опасности.
- Гана — 8 ед.
- Индия — 20 ед.
- Испания — 16 ед.
- Канада
- Кувейт — 2 ед.
- США — 160 ед. Первоначально эксплуатировался армейской авиацией под обозначением AC-1. С 1962 г. обозначение изменено на CV-2A. В 1967 г. 134 самолёта переданы ВВС США, обозначение изменено на C-7A и C-7B.

## Аварийность
В ходе эксплуатации в лётных происшествиях по состоянию на октябрь 2016 г. пострадали 85 самолётов.

## Лётно-технические характеристики
Технические характеристики
- Экипаж: 2 чел.
- Пассажировместимость: 32 солдата, или 29 парашютистов, или 22 раненых на носилках
- Грузоподъёмность: 3964 кг
- Длина: 22.13 м
- Размах крыла: 29,15 м
- Высота: 9,70 м
- Площадь крыла: 84,72 м²
- Масса пустого: 8283 кг
- Нормальная взлётная масса: 12 928 кг
- Максимальная взлётная масса: 14 197 кг
- Силовая установка: 2 × поршневые Pratt Whitney R-2000-7M2
- Мощность двигателей: 2 × 1450 л.с.

Лётные характеристики
- Максимально допустимая скорость: 390 км/ч
- Максимальная скорость: 345 км/ч
- Крейсерская скорость: 293 км/ч
- Боевой радиус: 390 км (с максимальной нагрузкой 3900 кг)
- Практическая дальность: 1110/2060 км (с нагрузкой 3270/2460 кг)[4]
- Перегоночная дальность: 2220 км
- Практический потолок: 7560 м
- Скороподъёмность: 7—8 м/с
- Нагрузка на крыло: 152 кг/м²
- Длина разбега: 224 м
- Длина пробега: 204 м